# Wasnes-au-Bac
Wasnes-au-Bac település Franciaországban, Nord megyében. Lakosainak száma 596 fő (2022. január 1.). Wasnes-au-Bac Marquette-en-Ostrevant, Féchain, Hem-Lenglet, Marcq-en-Ostrevent, Paillencourt és Wavrechain-sous-Faulx községekkel határos.

## Népesség
A település népessége az elmúlt években az alábbi módon változott:
| Lakosok száma | 589  | 630  | 623  | 609  | 599  | 595  | 593  | 587  | 596  |
|               | 2013 | 2015 | 2016 | 2017 | 2018 | 2019 | 2020 | 2021 | 2022 |